# Symfony
Symfony は Model View Controller (MVC) パラダイムに従ったWebアプリケーションフレームワークで、PHPで書かれている。symfony-project.com というサイトは2005年10月18日に立ち上げられた。

## 目的
SymfonyはWebアプリケーションの開発と保守の効率化を目的とし、よく繰り返されるコーディングを代替する。UNIX、Linux、macOS、Windowsで動作し、利用するにはWebサーバとPHPの他パッケージ管理にComposerを利用する。オブジェクト関係マッピングとしては、PropelとDoctrineをサポートしている。

## 技術
SymfonyはModel View Controllerなどのよく知られたデザインパターンを採用している他、依存性の注入による必要オブジェクトの解決を行う。 また、ルーティングには設定ファイルで行う方法の他、アノテーションなどを利用する事が出来る。Spring FrameworkやRuby on Railsなどの他のWebアプリケーションフレームワークに影響を受けている。
また、以下のようなPHP関連のオープンソースプロジェクトの成果をフレームワークの一部として多数利用している。
- Propel（英語版）またはDoctrine（英語版） - オブジェクト関係マッピング
- PHPUnit - 単体テストフレームワーク[6]
- Twig - テンプレートエンジン
- Monolog - PSR-3に準拠するロギングライブラリ
- Swift Mailer - Eメールライブラリ
- Composer - パッケージ管理

## スポンサー
SymfonyのスポンサーはフランスのSensio Labsである。このため、初期の名称は「Sensio Framework」であった。そして、各クラス名には「Sensio Framework」の頭文字である "sf" というプレフィックスが付いているが、オープンソースのフレームワークにすることが決まり、議論の結果プレフィックスをそのまま生かせる「Symfony」に改称された。

## 応用例
- Askeet - SymfonyのデモのためのオープンソースQ&Aサイト
- Delicious[10]
- Yahoo! Bookmarks[11]
- Dailymotion - 2009年2月に一部をSymfonyに移行し、移行継続中[12]
- Drupal[13][14]
- Laravel[15]

他にも多数のサイトならびにフレームワークでSymfonyまたはそのコンポーネントの一部が使われている。

## 開発ロードマップ
Symfony 4.0 世代では Flex という構成ツールが標準で利用されるようになり、必要な機能をレシピとして構成するようになった。HTTPメッセージのやり取りに集中したマイクロフレームワークとしての利用も可能になり、それに伴いマイクロフレームワーク Silex の開発が終了となっている。

## リリース
| 色 | 意味           |
| -- | -------------- |
| 赤 | サポート終了   |
| 緑 | サポート中     |
| 青 | 将来のリリース |

| バージョン | リリース日 | サポート | 対応PHPバージョン | 保守終了予定 | 備考 |
| ---------- | ---------- | -------- | ----------------- | ------------ | --- |
| 1.0        | 2007年1月  | 3年      | 5.0以降           | 2010年1月    | |
| 1.1        | 2008年6月  | 1年      | 5.1以降           | 2009年6月    | セキュリティ関連パッチは2010年6月まで適用される。 |
| 1.2        | 2008年12月 | 1年      | 5.2以降           | 2009年12月   | |
| 1.3        | 2009年12月 | 1年      | 5.2以降           | 2010年12月   | 1.4は1.3の長期サポート版である。2つのバージョンの違いは古いバージョンの symfony との後方互換性があるかどうかである。 1.3の開発期間に廃止予定になった古いバージョン(1.0～1.2)の後方互換性レイヤーとすべての機能を1.3は利用できる。 1.4は廃止予定のすべての機能（完全な互換性レイヤーを含めて）が削除されている。 |
| 1.4        | 2009年12月 | 3年      | 5.2以降           | 2012年11月   | 1.4は1.3の長期サポート版である。2つのバージョンの違いは古いバージョンの symfony との後方互換性があるかどうかである。 1.3の開発期間に廃止予定になった古いバージョン(1.0～1.2)の後方互換性レイヤーとすべての機能を1.3は利用できる。 1.4は廃止予定のすべての機能（完全な互換性レイヤーを含めて）が削除されている。 |
| 2.0        | 2011年7月  |          | 5.3.2以降         | 2013年3月    | 最終的に、Symfony 2.0.23までバージョンアップされている。 |
| 2.1        | 2012年9月  | 8か月    | 5.3.3以降         | 2013年6月    | |
| 2.2        | 2013年3月  | 8か月    | 5.3.3以降         | 2013年11月   | |
| 2.3        | 2013年6月  | 3年      | 5.3.3以降         | 2016年5月    | 長期サポート版 |
| 2.4        | 2013年11月 | 8か月    | 5.3.3以降         | 2014年7月    | |
| 2.5        | 2014年5月  | 14か月   | 5.3.3以降         | 2015年7月    | |
| 2.6        | 2014年11月 | 14か月   | 5.3.3以降         | 2016年1月    | |
| 2.7        | 2015年5月  | 3年      | 5.3.9以降         | 2018年5月    | 長期サポート版 |
| 2.8        | 2015年11月 | 3年      | 5.3.9以降         | 2018年11月   | 長期サポート版 |
| 3.0        | 2015年11月 | 8か月    | 5.5以降           | 2016年6月    | |
| 3.1        | 2016年5月  | 8か月    | 5.5.9以降         | 2017年1月    | |
| 3.2        | 2016年11月 | 8か月    | 5.5.9以降         | 2017年6月    | |
| 3.3        | 2017年5月  | 8か月    | 5.5.9以降         | 2018年1月    | |
| 3.4        | 2017年11月 | 3年      | 5.5.9以降         | 2020年11月   | 長期サポート版 |
| 4.0        | 2017年11月 | 8か月    | 7.1.3以降         | 2018年7月    | HHVMのサポートを終了 |
| 4.1        | 2018年5月  | 8か月    | 7.1.3以降         | 2019年1月    | |
| 4.2        | 2018年11月 | 8か月    | 7.1.3以降         | 2020年1月    | |
| 4.3        | 2019年5月  | 8か月    | 7.1.3以降         | 2020年7月    | |
| 4.4        | 2019年11月 | 3年      | 7.1.3以降         | 2023年11月   | 長期サポート版 |
| 5.0        | 2019年11月 | 8か月    | 7.2.5以降         | 2020年7月    | |
| 5.1        | 2020年5月  | 8か月    | 7.2.5以降         | 2021年1月    | |
| 5.2        | 2020年11月 | 8か月    | 7.2.5以降         | 2021年7月    | |
| 5.3        | 2021年5月  | 8か月    | 7.2.5以降         | 2022年1月    | |
| 5.4        | 2021年11月 | 3年      | 7.2.5以降         | 2024年11月   | 長期サポート版 |
| 6.0        | 2021年11月 | 8か月    | 8.0.2以降         | 2022年7月    | |
| 6.1        | 2022年5月  | 8か月    | 8.1.0以降         | 2023年1月    | |
| 6.2        | 2023年11月 | 8か月    | 8.1.0以降         | 2023年7月    | |
| 6.3        | 2023年5月  | 8か月    | 8.1.0以降         | 2024年1月    | |
| 6.4        | 2023年11月 | 3年      | 8.1.0以降         | 2027年11月   | 長期サポート版(バグフィックスは2026年11月まで) |
| 7.0        | 2023年11月 | 8か月    | 8.2.0以降         | 2024年7月    | |
| 7.1        | 2024年5月  | 8か月    | 8.2.0以降         | 2025年1月    | |
| 7.2        | 2024年11月 | 8か月    | 8.2.0以降         | 2025年7月    | |